# Miami Dolphins 2004
La stagione 2004 dei Miami Dolphins è stata la numero 39 della franchigia, la trentacinquesima nella National Football League. La squadra arrivava da un record di 10-6 nella stagione precedente, ma scese a 4-12 dopo aver perso tutte le prime sei partite. Miami dovette affrontare l'abbandono (per problemi di droga) e il conseguente ritiro della sua stella, il running back Ricky Williams. Questa fu la prima stagione con un record negativo dal 1988.

## Calendario

### Stagione regolare
| Turno | Data               | Avversario             | Risultato          | Ora TV             | Pubblico           |
| ----- | ------------------ | ---------------------- | ------------------ | ------------------ | ------------------ |
| 1     | 11/9               | Tennessee Titans       | S 17–7             | CBS 1:00pm         | 69.987             |
| 2     | 19/9               | @ Cincinnati Bengals   | S 16–13            | ESPN 8:30pm        | 65.705             |
| 3     | 26/9               | Pittsburgh Steelers    | S 13–3             | CBS 1:00pm         | 72.225             |
| 4     | 3/10               | New York Jets          | S 17–9             | CBS 4:00pm         | 73.157             |
| 5     | 10/10              | @ New England Patriots | S 24–10            | CBS 1:00pm         | 68.756             |
| 6     | 17/10              | @ Buffalo Bills        | S 20–13            | CBS 1:00pm         | 72.714             |
| 7     | 24/10              | St. Louis Rams         | V 31–14            | FOX 1:00pm         | 72,945             |
| 8     | 1/11               | at New York Jets       | S 41–14            | ABC 9:00pm         | 78.216             |
| 9     | 7/11               | Arizona Cardinals      | S 24–23            | FOX 1:00pm         | 72.612             |
| 10    | Settimana di pausa | Settimana di pausa     | Settimana di pausa | Settimana di pausa | Settimana di pausa |
| 11    | 21/11              | @ Seattle Seahawks     | S 24–17            | CBS 4:00pm         | 66.644             |
| 12    | 28/11              | @ San Francisco 49ers  | V 24–17            | CBS 4:00pm         | 66.156             |
| 13    | 5/12               | Buffalo Bills          | S 42–32            | CBS 1:00pm         | 73.084             |
| 14    | 12/12              | @ Denver Broncos       | S 20–17            | CBS 4:00pm         | 75.027             |
| 15    | 20/12              | New England Patriots   | V 29–28            | ABC 9:00pm         | 73.629             |
| 16    | 26/12              | Cleveland Browns       | V 10–7             | ESPN 8:30pm        | 73.169             |
| 17    | 2/1                | @ Baltimore Ravens     | S 30–23            | CBS 1:00pm         | 69.843             |